# Germinal Casado
Pour les articles homonymes, voir Casado.
Germinal Casado est un danseur, acteur, décorateur, chorégraphe, metteur en scène et directeur de théâtre espagnol né à Casablanca le 6 août 1934 et mort à Orta (Italie) le 27 mars 2016 à 81 ans.

## Biographie
Après avoir été l'élève de Nicolas Zverev et Nina Léontieff, il débute en 1955 dans la compagnie de Paul Goubé puis au Grand Ballet du Marquis de Cuevas. En 1957, Maurice Béjart l'engage au Ballet du XXe siècle, dont il devient l'un des principaux interprètes, pendant treize années, et dans plus de cinquante ballets, aux côtés, notamment, de Tania Bari. Il y travaille à la fois comme danseur soliste, décorateur et costumier (et même meneur de jeu dans Les Quatre Fils Aymon) jusqu'au début des années 1970. Parmi ses principaux rôles : l’Élu dans Le Sacre du Printemps, Maugis (Les Quatre Fils Aymon II), Prométhée, Don Juan, Tybalt (Roméo et Juliette ), Le Cygne, le Wanderer (Mathilde ou l’Amour fou), Çiva (Bhakti).
Comme scénographe, Germinal Casado crée pour le Ballet du XXe Siècle les décors de grands succès de Béjart : Les Contes d’Hoffmann, La Veuve joyeuse, Les Oiseaux, La Damnation de Faust à l’Opéra de Paris, et La Tentation de saint Antoine, à l’Odéon-Théâtre de France de Jean-Louis Barrault. Il réalise aussi des décors et des costumes pour le théâtre: La Tempête de Shakespeare en 1966, Vous vivrez comme des porcs de John Arden en 1970, La Danse de mort d'August Strindberg, en 1971, Le Rouge et le Noir, mise en scène d'Albert-André Lheureux, Magie rouge de Michel de Ghelderode et Volpone à la Comédie-Française en 1972.
En tant que comédien, en 1968 il est engagé au Théâtre du Soleil d’Ariane Mnouchkine pour jouer Obéron, dans Le Songe d’une nuit d’été, et il tient le rôle d’Atahualpala de Pizarro et le Soleil (The Royal Hunt of the Sun) de Peter Schäffer à Bruxelles. Parmi ses autres rôles: La Farce des Ténébreux en 1970, le meneur de jeu dans Les Quatre Fils Aymon II au festival d’Avignon, Messe pour le Temps Présent à New York, Thésée dans Phèdre de Racine au Palais des Sports de Bruxelles.
Lorsqu’il arrête de danser, il se consacre à la réalisation : mise en scène, chorégraphie, décors et costumes d'opéras, d'opérettes et de comédies musicales :La Clemenza di Tito de Mozart, aux Thermes romains de Trèves, et ensuite au Liceo de Barcelone, Le Baron tzigane, à l’Opéra de Darmstadt et L’Homme de la Mancha, dans différentes villes d’Allemagne. Il réalise soit des scénographies soit des chorégraphies entre Lisbonne, La Haye, Athènes, de Cendrillon de Prokofiev-Bortoluzzi à La Scala de Milan, ainsi que de la Soirée Ravel.
Puis, en 1977, il devient directeur du Ballet de la compagnie Danza Viva de Karlsruhe et le restera jusqu'en 1998. En tant que chorégraphe, il réalise: Les Trois Mousquetaires, Lorca ou ainsi que passent…Cinq..uante ans, La Belle Otéro, Arthur Rimbaud ou une saison en Enfer, L’Enlèvement d’Europe, Les Amants de Valdemosa, La Symphonie du Nouveau Monde et Lakmé.
En Allemagne, le président de  la  République Richard von Weizäckerle le décore de la Croix du Mérite, pour la divulgation de la culture allemande à l’étranger à travers son œuvre.

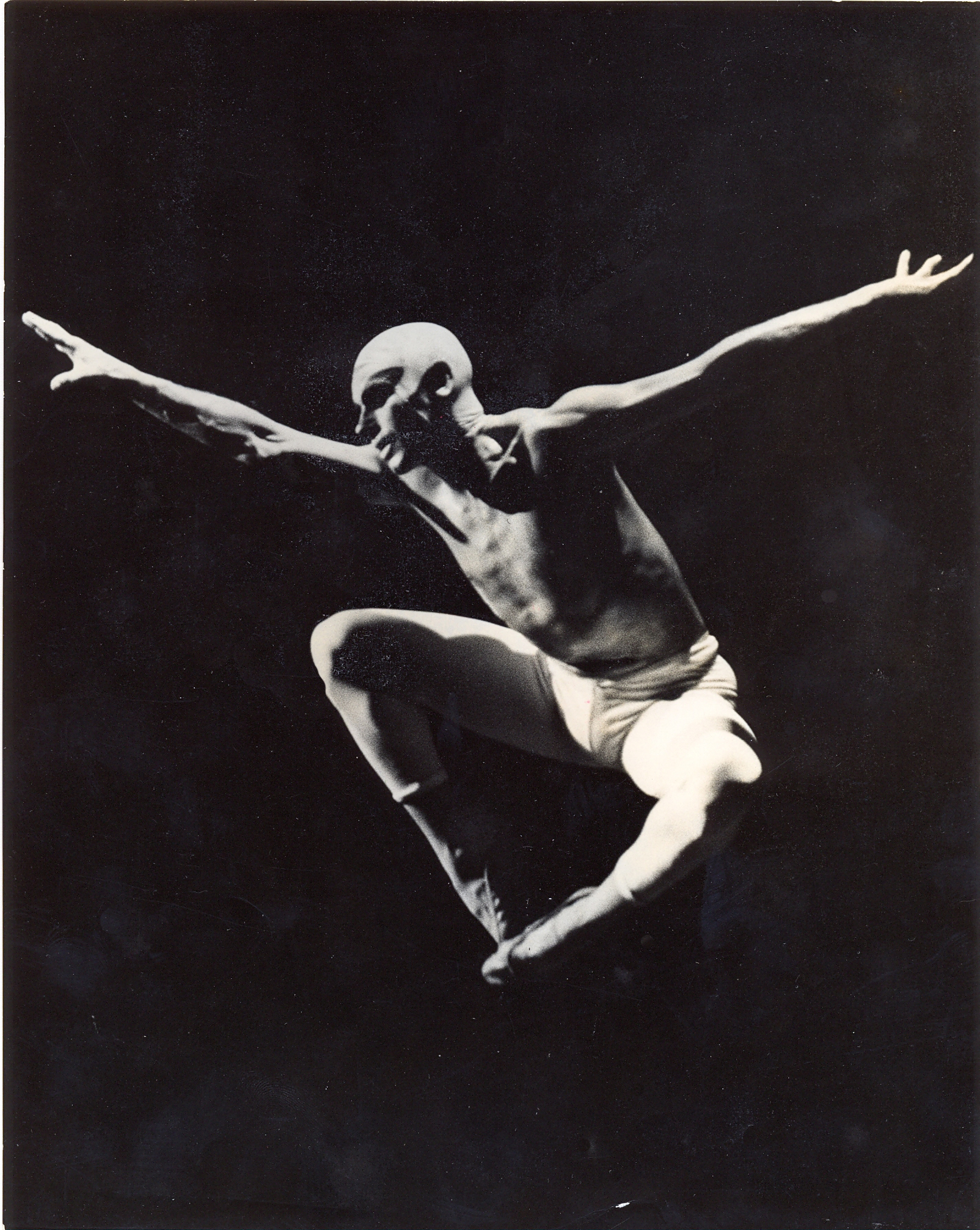
Germinal Casado - Le Cygne

## Publications
En 2007 paraissent ses mémoires, intitulés Germinal ou le Sacre du printemps, Nice, éditions France Europe  (ISBN 978-2-84825-177-6).
En 2013, il publie  Béjart-Casado : Collaborations scéniques, Caravel Création, France.
En 2013 il publie le recueil de maquettes Décors et Costumes, Caravel-Création, France.
Il écrit des articles sur la danse pour des magazines européens.